# Wolfsburg
Wolfsburg egy járási jogú város, Észak-Németországban, Alsó-Szászország (Niedersachsen) tartományban. Az egyik legfiatalabb német város, markáns ipari jelleggel. Népesség szerint a 6-dik legnagyobb Alsó-Szászországban, a 100 000-es lakosságot 1972-ben lépte át.

## Földrajzi helyzete
Alsó-Szászország keleti részén, az egykori NSZK-NDK határ mellett fekszik, a Hannover–Berlin nagysebességű vasútvonal mellett. A legközelebb fekvő nagyobb város Braunschweig 26 km-re délnyugatra, Magdeburg 64 km délkeleti irányban és Hannover 74 km-re nyugatra. A város a Mittelland-csatorna (Középföld-csatorna) déli partján fekszik, a Drömling Nemzeti Parktól délre találjuk. Alsó-Szászország hatodik legnagyobb városa.

### Városrészei
A város fel van osztva:
- helységekre (Ortschaft)
  - kerületi részekre (Stadtteil)
    - lakóhelyekre (Wohnplatz) vagy helyekre (Ortslage)

Wolfsburg

16 helység és 40 kerületi rész létezik:
- Ortschaft Almke-Neindorf (2.200)
  - Almke 
    - Dornsiek

  - Neindorf
- Ortschaft Barnstorf-Nordsteimke (3.450)
  - Barnstorf
    - Waldhof

  - Nordsteimke
    - Hohe Eichen
- Ortschaft Brackstedt-Velstove-Warmenau (2.300)
  - Brackstedt
  - Velstove
  - Warmenau
- Ortschaft Detmerode (8.600)
  - Detmerode
- Ortschaft Ehmen-Mörse (6.700)
  - Ehmen
    - Kerksiek (West)

  - Mörse
    - Große Kley
    - Kerksiek (Ost)
- Ortschaft Fallersleben-Sülfeld (14.850)
  - Fallersleben
    - Ilkerbruch
    - Marggrafviertel
    - Glockenberg

  - Sülfeld
    - Schleusensiedlung
    - Dietzeberg
- Ortschaft Hattorf-Heiligendorf (3.550)
  - Hattorf
    - Dingelberg
    - Gewerbegebiet Heinenkamp

  - Heiligendorf
    - Kleyberg
    - Wendeberg
- Ortschaft Hehlingen (1.750)
  - Hehlingen
    - Neue Siedlung
- Ortschaft Kästorf-Sandkamp (2.000)
  - Kästorf
  - Sandkamp
- Ortschaft Mitte-West (18.800)
  - Laagberg
    - Statistisch wird der „Hageberg-West“ zum Laagberg gezählt.

  - Wohltberg
  - Hohenstein
  - Eichelkamp
  - Klieversberg
  - Hageberg
    - MobileLifeCampus (mit AutoUni)

  - Rabenberg
    - Rothehof
    - Hegeberg
- Ortschaft Neuhaus-Reislingen (8.300)
  - Neuhaus
    - Sandkrug
    - Teile des Industrie-/Gewerbegebiets Vogelsang

  - Reislingen
    - Windberg
    - Reislingen-West
    - Reislingen Süd-West
    - Teile des Gewerbegebiets Ost
    - Teile des Sonderbezirks Allerpark
    - Campo Mediterraneo
- Ortschaft Nordstadt (10.350)
  - Kreuzheide
  - Tiergartenbreite
  - Teichbreite
  - Alt-Wolfsburg
  - Sonderbezirk Oebisfelder Straße (Bürozentrum Nord)
- Ortschaft Stadtmitte (14.200)
  - Stadtmitte
    - Ehemaliger Stadtteil Wellekamp

  - Hellwinkel
    - Ehemaliger Stadtteil Ostsiedlung

  - Schillerteich
  - Heßlingen
    - Teile des Gewerbegebiets Ost

  - Rothenfelde
  - Steimker Berg
    - Bullenberg

  - Steimker Gärten
  - Köhlerberg
- Ortschaft Vorsfelde (12.600)
  - Vorsfelde
    - Bürgerkämpe
    - Teile des Gewerbe-/Industriegebiets Vogelsang
- Ortschaft Wendschott (2.100)
  - Wendschott
    - Wippermühle
    - Sommerfeld
- Ortschaft Westhagen (9.900)
  - Westhagen

zárójelben: fő 2004-ben

## Címer
Wolfsburg város címere vörös hátterű pajzs. A pajzson három ezüst színű hullám található. A címer közepén egy kéttornyú, ezüstszínű vár áll, a váron egy aranyfarkas. A város zászlajának színei zöld és fehér.
A címert 1952-ben az Alsó-Szászországi Belügyminisztériumtól kölcsönözte. 1961-ben Lüneburg kormányfője megváltoztattatta. A farkas és a vár szimbólum a város nevéből erednek. A zászlót 1955 óta használják.

## Történelme

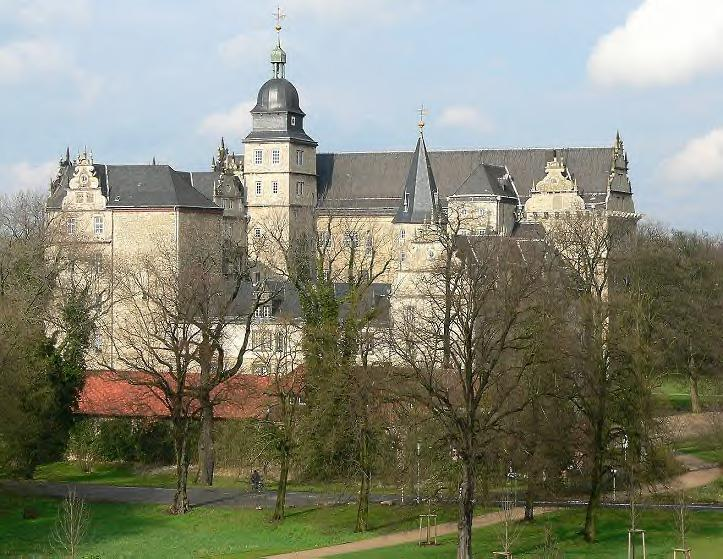
A wolfsburgi kastély

Első írásos említése 1302-ből származik. 1372-ben okirat formában fordul elő, mint Burg Neuhaus.
Ezután a következő fontos dátum a város életében 1938. május 26-a, amikor is letették a Volkswagen-Művek alapkövét. Az ötlet szerint egy KdF autót kellett megtervezni. Az új gyárnak a Volkswagen nevet adták, ami magyarul Népautónak felel meg. A rendezési terv 1938. július 1-jétől lépett hatályba. A második világháború során az alig termelni kezdő gyár főként a hadiipari igényeket szolgálta. Gyártottak itt többek között pótalkatrészek harckocsik számára, V–1-es rakétákat és a híres Kübelwageneket is. A háború ideje alatt több terv is napvilágot látott a fejlesztéseket illetően, ám egyik sem jutott el a megvalósulás állapotába. 1945. április 11-én, szinte a háború legvégén, a szövetséges légierő nagy bombázás hajtott végre, minek eredményeképp a gyár 2/3 részben megsemmisült. 1945 május 25-én a brit megszálló hatóságok "Weisung"-ra keresztelték át Wolfsburgot. A gyár vezetése döntően Ivan Hirst brit őrnagy vezetése alatt állott, ő akadályozta meg a termelőberendezések elszállítását, mivel az angol kormány megszerezte a VW-megrendeléseket. Csak ezen megrendelések miatt maradhatott a gyár a háború után is Wolfsburgban, és válhatott a város növekedésének motorjává.
1951. október 1-jén a település megkapta a Kreisfreie Stadt jogot, amit magyar viszonylatban körülbelül a megyei jogú várossal egyenértékű. 1955-ben legördült az 1 milliomodik VW-Bogár is a szállítószalagról. Ezekben az években – a nyugatnémet gazdasági csoda éveiben – sok vendégmunkás is érkezett, elsősorban Olaszországból. 1958-ban épült fel a Városháza, még rá két évre a Volkswagen-Művek részvénytársasággá alakult. 1972-ben az új területrendezési terv alapján létrehoztak egy külön Wolfsburg-törvényt, majd 20 település hozzácsatolásával a város átlépte a 100 000-es határt, népessége 131 000 főre nőtt. A népességi csúcs 1973-ban volt, mikor is a város 135 000 főt számlált. 1982 óta a város közvetlenül elérhető autópályán is, csatlakozik a Hannover – Berlin autópályához. 1988 óta főiskolája is van. Jelenleg 16 városrész alkotja.

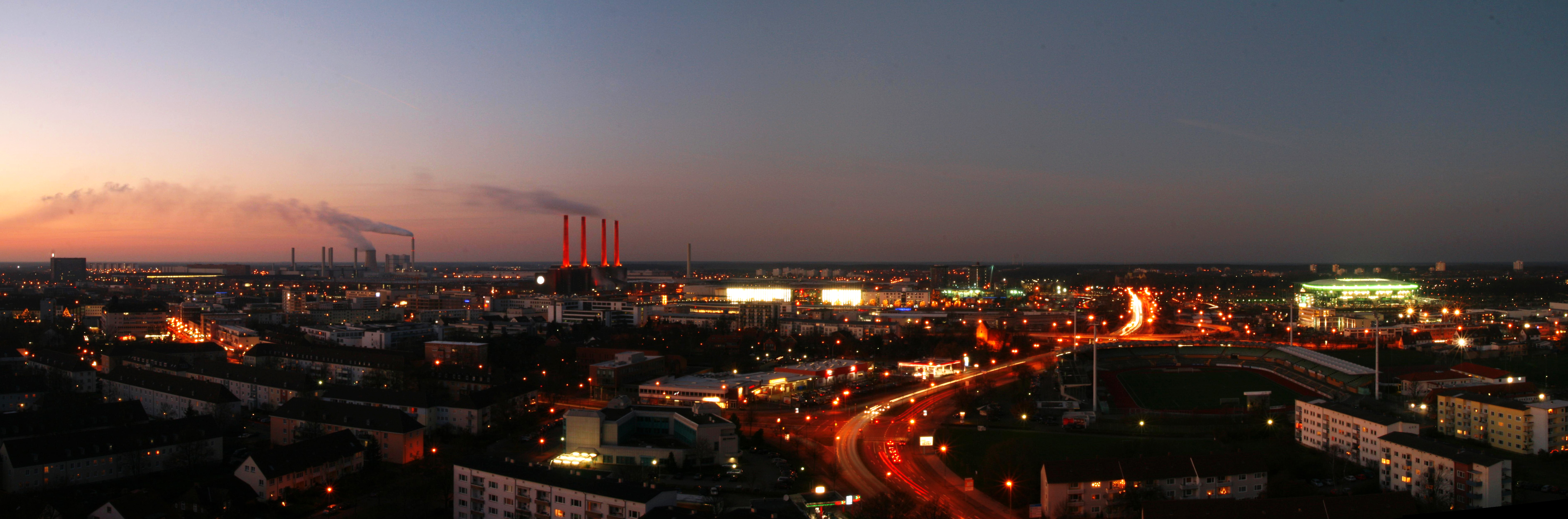
Wolfsburg éjjeli panorámája

## Népesség

Népességváltozás 1938 óta

Az 1938-as 1000 fős népesség 1950-re 25 000-re emelkedett, és ez 8 év alatt meg is duplázódott. 1972 óta nagyváros, mikor is a város népessége meghaladta a 100 000 főt. A történelmi lakosságcsúcs 1973-ban született meg, azóta folyamatosan csökkenőben van. 2005-ben 121 716-an vallották magukat wolfsburginak.
| Év                   | Lakosság |
| -------------------- | -------- |
| 1938. december 31.   | 1144     |
| 1939. május 17.      | 6 797    |
| 1940. december 31.   | 14 494   |
| 1945. december 31.   | 14 296   |
| 1946. október 29.    | 18 924   |
| 1950. szeptember 13. | 25 422   |
| 1956. szeptember 25. | 45 384   |
| 1958. december 31.   | 53 793   |
| 1961. június 6.      | 64 560   |
| 1965. december 31.   | 84 099   |

| Év                 | Lakosság |
| ------------------ | -------- |
| 1970. május 21.    | 88 655   |
| 1975. december 31. | 126 298  |
| 1980. december 31. | 125 935  |
| 1985. december 31. | 121 703  |
| 1987. május 25.    | 124 896  |
| 1990. december 31. | 128 510  |
| 1995. december 31. | 126 331  |
| 2000. december 31. | 121 805  |
| 2005. december 31. | 121 199  |
| 2011. december 31. | 120 889  |

## Politika
A tanácsnak (Stadtrat) most 46 tagja van.

| év   | összes | SPD | CDU | PUG | AfD | Szövetség ’90/Zöldek | FDP | Linke | Német Kalózpárt | Familie | WTZ | UWG |
| ---- | ------ | --- | --- | --- | --- | -------------------- | --- | ----- | --------------- | ------- | --- | --- |
| 1972 | 49     | 25  | 21  |     |     |                      | 1   |       |                 |         |     | 2   |
| 1976 | 49     | 22  | 24  |     |     |                      | 3   |       |                 |         |     |     |
| 1981 | 49     | 17  | 27  |     |     | 2                    | 3   |       |                 |         |     |     |
| 1986 | 47     | 19  | 22  | 3   |     | 2                    | 1   |       |                 |         |     |     |
| 1991 | 49     | 18  | 21  | 5   |     | 3                    | 2   |       |                 |         |     |     |
| 1996 | 49     | 21  | 19  | 5   |     | 3                    | 1   |       |                 |         |     |     |
| 2001 | 46     | 18  | 20  | 5   |     | 2                    | 1   |       |                 |         |     |     |
| 2006 | 46     | 15  | 18  | 6   |     | 3                    | 2   | 2     |                 |         |     |     |
| 2011 | 46     | 17  | 14  | 5   |     | 5                    | 1   | 1     | 2               |         | 1   |     |
| 2016 | 46     | 14  | 11  | 8   | 5   | 3                    | 2   | 1     | 1               | 1       |     |     |

## Sport
Wolfsburg futballcsapata, a VfL Wolfsburg a Bundesliga első osztályában képviselteti magát, a 2008-2009-es bajnoki évadban nyerte története első bajnok trófeáját. A stadion Németországban modernnek számít, hiszen 2002 nyarán adták a Volkswagen-gyár hathatós támogatásával. A férfiszakosztályon kívül a VFL-nek létezik női szakága is fociban, ami szintén a Bundesliga I-ben, vagyis a legmagasabb osztályban szerepel. A városnak létezik jéghokicsapata is, a Grizzly Adams nevű egyesület, ami szintén a legmagasabb osztályban szerepel. Ezen kívül lehetőség van a városban baseballozni, paintballozni és egyéb amerikai eredetű sportokat űzni.

## Az Autóváros (Autostadt)

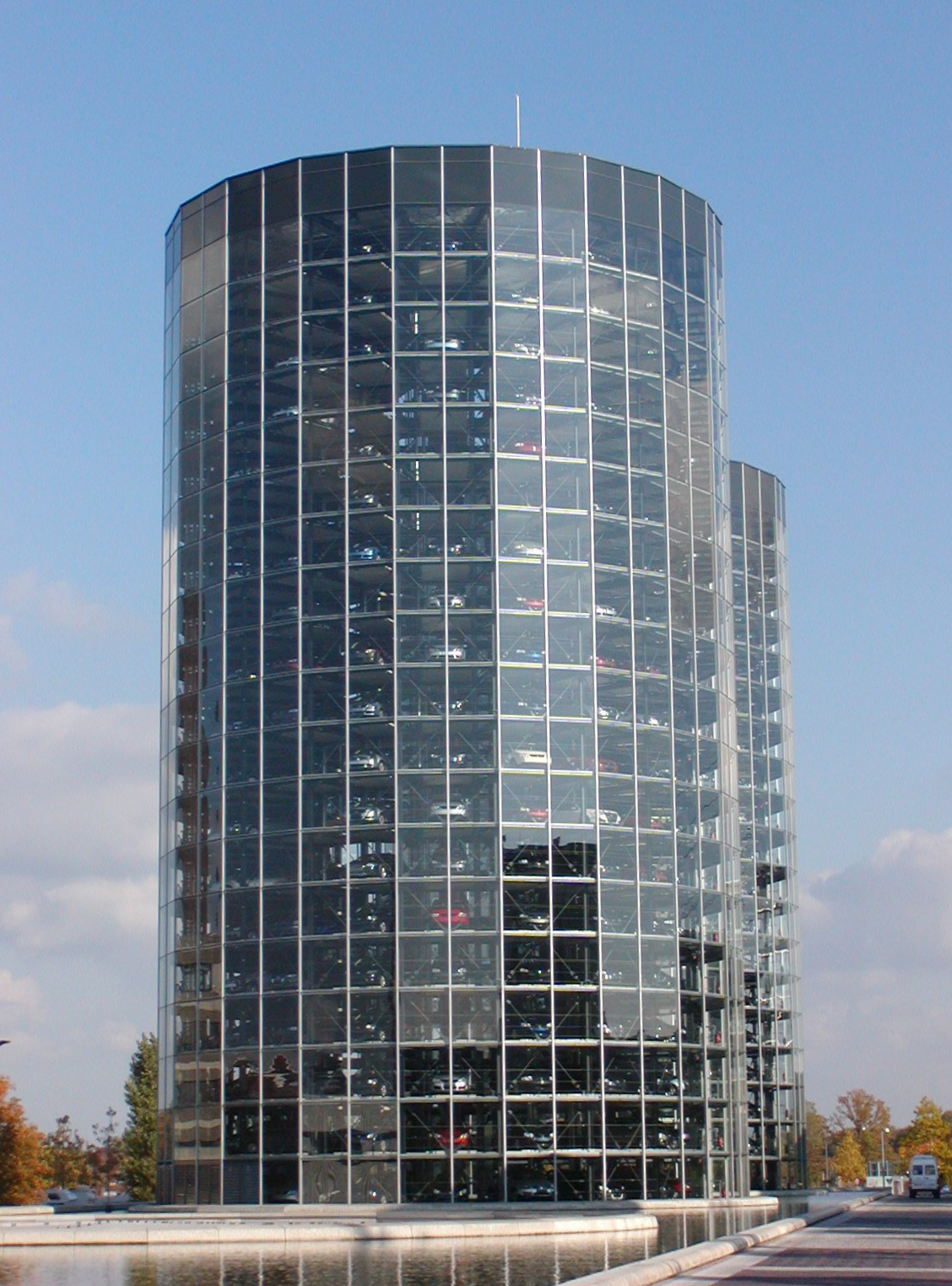
Az Autóváros egyik üvegtornya

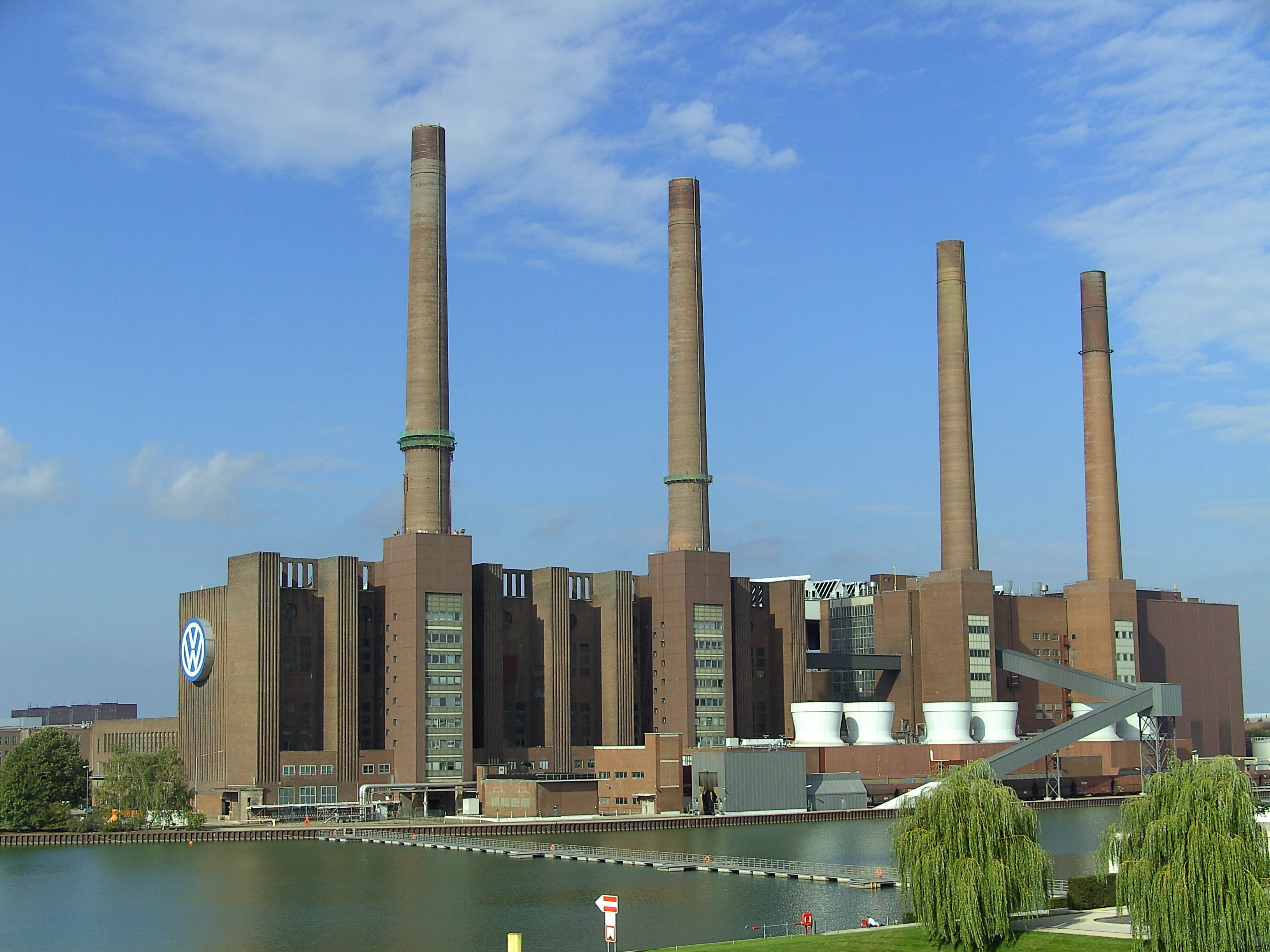
A VW-Művek

2000-ben hozta létre a Volkswagen AG a Mittelland-Kanaltól északra elterülő "Autostadt"-ot. A 25 hektáron elterülő miniváros a hannoveri expó idejére készült el, 450 millió euró befektetéssel, ezzel egyike lett Európa legnagyobb szabadidő-központjainak. A központban mintegy 2000 alkalmazott dolgozik, igen jó körülmények között. A VW által gyártott minden márkának külön épülete van, így az Audinak, Bentleynek, Lamborghininek, Seatnak, Škodanak és természetesen a Volkswagennek is. Ezen kívül megtekinthető még a Bugatti, Porsche járművek is. A két, egyenként 48 méter magas toronyban, a központban lehet átvenni a megrendelt autót, ami a szomszédos gyárépületből érkezik egy üveghídon keresztül. Érdekessége a rendszernek, hogy teljesen automatizált, a liftek önmaguktól szállítják a megfelelő szintre a járművet, ahol a tulajdonosának már csak át kell vennie. Nagy hangsúlyt fektetnek a látványvilágra, lehet többek között 3D-és filmeket nézni, szimulátorokba ülni, stb… Minden nagyon átlátható és átgondolt, könnyű tájékozódni. Nagyon sok alkalmi rendezvény van, télen például ingyenesen lehet korcsolyázni.
Lehetőség van továbbá tesztpályán gyakorolni, terepen, biztonságtechnikai pályán, spórolósan vezetni és a gyermekek is megismerhetik a vezetés rejtelmeit. 2008 januárjában az Autóváros fogadta a 15 milliomodik látogatót is.

## Zene
1989-ben két együttest is alapítottak a városban. Az Oomph! egy rock együttes, míg a Seventh Avenue metálzenét játszik.

## Közlekedés

### Közúti közlekedés
A várost érinti az A39-es autópálya.

## A város szülöttei
- Hans von Bartensleben (Hans der Reiche, 1512–1583), építész
- Gebhard Werner Graf von der Schulenburg (1722–1788), Nagy Frigyes fejedelem udvarmestere
- August Heinrich Hoffmann von Fallersleben (1798–1874), germanisztikus, nyelvkutató
- Heinrich Büssing (1843–1929), járműtervező, nagyvállalkozó
- Heinrich Heidersberger (1906–2006), művész, fotós, díszpolgár
- Peter Koller (1907–1996), várostervező
- Volkmar Köhler (* 1930), politikus
- Gabriele von Lutzau (* 1954), művésznő és szobrásznő
- Bernhard Mattes (* 1956), Ford-Werke GmbH igazgatója
- Wolfgang Müller (* 1957), művész
- Siegfried Reich (* 1959), labdarúgó
- Joachim Franz (* 1960), extrémsportoló
- Max Müller (* 1963), zenész, énekes
- Heidi Schmidt (* 1972), író
- Matthias Brodowy (* 1972), zenész
- Katja Giammona (* 1975), színésznő
- Graziella de Santis (* 1976), színésznő
- Stefanie Gottschlich (* 1978), labdarúgó

## Testvérvárosok
- Anglia Luton, 1950 óta
- Franciaország Marignane, 1963 óta
- Olaszország Pesaro és Urbino megye, 1975 óta
- Németország Halberstadt, 1989 óta
- Oroszország Togliatti, 1991 óta
- Lengyelország Bielsko-Biała, 1998 óta
- Magyarország Mátranovák, 2019 óta

## Fordítás
- Ez a szócikk részben vagy egészben  a   Wolfsburg című német Wikipédia-szócikk ezen változatának fordításán alapul.  Az eredeti cikk szerkesztőit annak laptörténete sorolja fel. Ez a jelzés csupán a megfogalmazás eredetét és a szerzői jogokat jelzi, nem szolgál a cikkben szereplő információk forrásmegjelöléseként.